# Елиминационна клетка (2011)
„Елиминационна клетка 2011“ (Elimination Chamber 2011) е турнир на Световната федерация по кеч.
Турнирът е pay-per-view и се провежда на 20 февруари 2011 г. на „Оракъл Арена“.

## Мачове
| #        | Мач | Правила                                                                                                | Време   |
| -------- | --- | --- | ------- |
| Дарк мач | Даниел Брайън (c) победи Тед Дибиаси                                                                         | Сингъл мач за титлата на Съединените щати                                                              | Unknown |
| 1        | Алберто Дел Рио победи Кофи Кингстън чрез предаване                                                          | Сингъл мач                                                                                             | 10:28   |
| 2        | Острието (c) победи Рей Мистерио, Кейн, Дрю Макинтайър, Грамадата, и Уейд Барет                              | Елиминационна клетка мач за световната титла в тежка категория                                         | 31:30   |
| 3        | Хийт Слейтър и Джъстин Гейбриъл (с Езикиел Джаксън) победиха Сантино Марела и Владимир Козлов (c) (с Тамина) | Отборен мач за отборните титли на федерацията                                                          | 05:08   |
| 4        | Миз (c) (с Алекс Райли) победи Джери Лоурър                                                                  | Сингъл мач за титлата на федерацията                                                                   | 12:09   |
| 5        | Джон Сина победи Си Ем Пънк, Джон Морисън, Шеймъс, Ренди Ортън, и Ар Труф                                    | Елиминационна клетка мач за главен претендент за титлата на световната федерация по кеч на Кечмания 27 | 33:12   |

### Елиминационната Клетка входове и елиминации (Разбиване)
| Елиминиран | Участник       | Въведен      | Елиминиран от | Елиминиран ход                   | Време        |
| 1          | Уейд Барет     | 3            | Грамадата     | след Оръжие за масово поразяване | 18:48        |
| 2          | Грамадата      | 6            | Кейн          | след Задушаващо тръшване         | 20:24        |
| 3          | Дрю Макинтайър | 5            | Кейн          | след Задушаващо тръшване         | 21:09        |
| 4          | Кейн           | 4            | Острието      | след Копие                       | 22:50        |
| 5          | Рей Мистерио   | 2            | Острието      | след Копие                       | 31:30        |
| Победител: | Острието (c)   | Острието (c) | Острието (c)  | Острието (c)                     | Острието (c) |

### Елиминационната Клетка входове и елиминации (Първична сила)
| Елиминиран | Участник     | Въведен   | Елиминиран от | Елиминиран ход                    | Време     |
| 1          | Ар Труф      | 5         | Шеймъс        | след Ритник Помпа                 | 17:31     |
| 2          | Ранди Ортън  | 3         | Си Ем Пънк    | след Тръшване за лека нощ         | 21:33     |
| 3          | Шеймъс       | 2         | Джон Морисън  | след Скачане от върха на клетката | 25:16     |
| 4          | Джон Морисън | 1         | Си Ем Пънк    | след Тръшване за лека нощ         | 32:50     |
| 5          | Си Ем Пънк   | 6         | Джон Сина     | след Коригиране на отношенията    | 33:12     |
| Победител: | Джон Сина    | Джон Сина | Джон Сина     | Джон Сина                         | Джон Сина |